# David Howell (golfer)
David Alexander Howell (Swindon, 23 juni 1975) is een Engelse golfprofessional.

## Amateur
In zijn amateurstijd speelde hij op de Broome Manor Golf Club.
- 1993: British Boys Championship

#### Teams
- Walker Cup (namens Groot-Brittannië & Ierland):  1995
- Jacques Leglise Trophy (namens Groot-Brittannië & Ierland):  1993 (winnaars)

## Professional
In 1995 werd David Howell professional. 
In 2004 kwam hij in de Top-10 van de Europese Tour en in 2005 in de Top-20 van de wereldranglijst. Eind 2005 won hij het HSBC Champions Tournament, dat al bij het 2006 seizoen behoort. Het bracht hem op de 13de plaats van de wereldranglijst. Hij was tevens de beste Engelse speler ter wereld op dat moment. 

In 2006 steeg hij tot de derde plaats. Toen kreeg hij last van zijn rug, en de rest van 2006 en 2007 gingen aan hem voorbij. 
In 2008 werd hij 2de in Estoril en 3de op het Johnnie Walker Championship op Gleneagles.

In 2013 won hij eindelijk weer een toernooi door Peter Uihlein in de play-off van het Alfred Dunhill Links Championship te verslaan.

#### Europese PGA Tour
- 1999: Dubai Desert Classic
- 2005: BMW International Open
- 2006: HSBC Champions Tournament (seizoen 2005-2006), BMW Championship
- 2013: Alfred Dunhill Links Championship

#### Elders
- 1998: MasterCard Australian PGA Championship

#### Teams
- Ryder Cup (namens Europa): 2004 (winnaars), 2006 (winnaars)
- Alfred Dunhill Cup (namens Engeland): 1999
- Seve Trophy (namens Groot-Brittannië & Ierland): 2000, 2003 (winnaars), 2005 (winnaars)
- WGC-World Cup (namens Engeland): 2005
- Royal Trophy (namens Europa): 2006 (winnaars)

David Howel zit bij International Sports Management.